# Valentin Gendrey
Valentin Gendrey, né le 21 juin 2000 à La Garenne-Colombes en France, est un footballeur français qui évolue au poste d'arrière droit au TSG Hoffenheim.
Il est le cousin éloigné d'Olivier Dacourt.

## Biographie

### En club
Né  à La Garenne-Colombes en France, Valentin Gendrey est formé par l'Amiens SC. Le 2 juillet 2019, il signe son premier contrat professionnel avec Amiens.
Il fait sa première apparition en professionnel, lors d'une rencontre de Ligue 2 face à l'AS Nancy-Lorraine. Il est titulaire lors de cette rencontre, qui se solde par la victoire de son équipe (1-0).
Le 29 juillet 2021, Valentin Gendrey rejoint l'Italie en s'engageant avec l'US Lecce, en deuxième division italienne. Il joue son premier match pour Lecce le 15 août 2021, à l'occasion d'une rencontre de coupe d'Italie face au Parme Calcio 1913. Il est titularisé puis remplacé en fin de match par Arturo Calabresi, et son équipe s'impose (1-3 score final). Lors de cette saison 2021-2022 de Serie B, il contribue à la promotion du club, Lecce retrouvant l'élite en remportant le championnat de deuxième division.

### En sélection
Originaire de Guadeloupe, Valentin Gendrey représente notamment l'équipe de France des moins de 18 ans en 2018, pour un total de deux sélections.
Le 14 juin 2023, Gendrey est appelé avec l'équipe de France espoirs afin de participer au championnat d'Europe espoirs 2023. Il remplace Sacha Boey, ce dernier étant forfait en raison d'une blessure à la cheville.

## Palmarès
US Lecce
- Championnat d'Italie de D2 (1) :
  - Champion : 2021-2022.

## Statistiques
| Saison                | Club                  | Championnat           | Championnat | Championnat | Championnat | Coupe(s) nationale(s) | Coupe(s) nationale(s) | Coupe(s) nationale(s) | Compétition(s) continentale(s) | Compétition(s) continentale(s) | Compétition(s) continentale(s) | Compétition(s) continentale(s) | Total | Total | Total |
| Saison                | Club                  | Division              | M.          | B.          | P.d.        | M.                    | B.                    | P.d.                  | Comp.                          | M.                             | B.                             | P.d.                           | M.    | B.    | P.d.  |
| 2020-2021             | Amiens SC             | Ligue 2               | 20          | 0           | 0           | 1                     | 0                     | 0                     | -                              | -                              | -                              | -                              | 21    | 0     | 0     |
| 2021-2022             | Amiens SC             | Ligue 2               | 1           | 0           | 0           | -                     | -                     | -                     | -                              | -                              | -                              | -                              | 1     | 0     | 0     |
| Sous-total            | Sous-total            | Sous-total            | 21          | 0           | 0           | 1                     | 0                     | 0                     | -                              | -                              | -                              | -                              | 22    | 0     | 0     |
| 2021-2022             | US Lecce              | Serie B               | 29          | 0           | 1           | 3                     | 0                     | 0                     | -                              | -                              | -                              | -                              | 32    | 0     | 1     |
| 2022-2023             | US Lecce              | Serie A               | 37          | 0           | 4           | 1                     | 0                     | 0                     | -                              | -                              | -                              | -                              | 38    | 0     | 4     |
| 2023-2024             | US Lecce              | Serie A               | 37          | 2           | 3           | 1                     | 0                     | 0                     | -                              | -                              | -                              | -                              | 38    | 2     | 3     |
| 2024-2025             | US Lecce              | Serie A               | 1           | 0           | 0           | 1                     | 0                     | 0                     | -                              | -                              | -                              | -                              | 2     | 0     | 0     |
| Sous-total            | Sous-total            | Sous-total            | 104         | 2           | 8           | 6                     | 0                     | 0                     | -                              | -                              | -                              | -                              | 110   | 2     | 8     |
| 2024-2025             | TSG Hoffenheim        | Bundesliga            | 19          | 1           | 1           | 1                     | 0                     | 0                     | C3                             | 5                              | 1                              | 1                              | 25    | 2     | 2     |
| Sous-total            | Sous-total            | Sous-total            | 19          | 1           | 1           | 1                     | 0                     | 0                     | -                              | 5                              | 1                              | 1                              | 25    | 2     | 2     |
| Total sur la carrière | Total sur la carrière | Total sur la carrière | 143         | 3           | 9           | 8                     | 0                     | 0                     | -                              | 5                              | 1                              | 1                              | 156   | 4     | 10    |